# Scham- und Schuldkultur
Die Begriffe Schamkultur und Schuldkultur bezeichnen einander gegenübergestellte Konzepte, die Kulturen danach unterscheiden, ob diese sich eher äußerer (Scham) oder innerer (Schuld) Instanzen für den Umgang mit Fehlverhalten zur Konfliktregulierung bedienen.
Die Gegenüberstellung der Schamkultur, die vornehmlich dem Nahen und Fernen Osten zugeschrieben wird, und Schuldkultur, die Teilen der westlichen Welt zugeschrieben wird, wurde von Ruth Benedict etabliert und gilt als umstritten.
Durch die kulturvergleichende Studie von Ruth Benedict (1946) wurde in der Sozialforschung Mitte des 20. Jahrhunderts die Unterscheidung von ‚Schuld- und Schamkulturen‘ in die wissenschaftliche Diskussion eingebracht. Benedict greift dabei auf die Vorarbeiten von Margaret Mead (1937) zurück, die vor allem eine Charakterisierung von Interaktionsformen in kulturspezifischen Sozialisations- bzw. Individuierungsprozessen annahm. Der Oxforder Altphilologe E. R. Dodds hat im Jahre 1951 unter Berufung auf Benedicts Arbeit zwischen (antiken griechischen) Schamkulturen (engl. shame-culture) und (frühchristlichen) Schuldkulturen (engl. guilt-culture) unterschieden.

## Kulturelle Schuld- und Schamzuschreibungen
Benedict, US-Ethnologin und Vertreterin des Kulturrelativismus, ordnete in ihrer 1946 nach dem Pazifikkrieg erschienenen Studie The Chrysanthemum and the Sword über die Kultur Japans diese den Schamkulturen zu. Ihr zufolge beruhen „Schamkulturen“ auf einer äußeren Instanz, welche Fehlverhalten sanktioniere. Schamgefühle entstünden als Reaktion auf Kritik oder Bloßstellung von außen. In einer „Schuldkultur“ sei dagegen diese Autorität verinnerlicht. Schuldgefühle entstünden im Selbst, welches sich in eine schuldige und eine beschuldigende Instanz aufspalte. E. R. Dodds griff diese Unterscheidung in seiner 1951 erschienenen Arbeit Die Griechen und das Irrationale für die antike griechische Kultur auf.
Auch neuere Studien teilen Gegenwartskulturen in Scham- und Schuldkulturen ein. So gelten heutige Kulturen der östlichen Mittelmeerländer sowie Japan und China häufig als Schamkulturen, während die Vereinigten Staaten, Großbritannien und andere vom Protestantismus beeinflusste Länder zu den Schuldkulturen gezählt werden. Dem westlichen „Pattern“ (Muster) des Schuldbewusstseins stehe das östliche „Schamgefühl“ als kulturkonstitutives „Pattern“ der Konfliktverarbeitung gegenüber. Im „westlichen“ Denken schließe im Falle des Verstoßes gegen ein gültiges moralisches Gebot ein Schuld-Diskurs an. Im Falle des Verstoßes gegen ein gültiges moralisches Gebot oder gegen geltendes Recht werde eine Schuld der handelnden Person konstatiert, wenn sie das Gebot oder Gesetz kannte oder hätte kennen müssen und wenn es in ihrer Macht lag, das Gebot oder Gesetz zu befolgen. Der Schuldvorwurf gelte in moralischen und rechtlichen Kontexten als eine wesentliche Voraussetzung für die Zuschreibung von Verantwortung sowie für eine Bewertung des Handelns zum Beispiel durch Lob, Tadel, Belohnung oder Strafe. Thomas Schirrmacher hat in einer historischen Übersicht Vertreter dieser und ähnlicher Positionen in Psychologie, Soziologie, Kulturanthropologie und Islamwissenschaften zusammengestellt.
Nach der Literatur- und Kulturwissenschaftlerin Claudia Benthien besteht die Unterscheidung zwischen Schuld- und Schamkulturen in der Frage, ob der Affekt durch Konfession, Buße oder auferlegte Sanktionen verarbeitet werden kann. Dies sei in Schuldkulturen möglich, in Schamkulturen jedoch nicht. Ein Gesichtsverlust sei daher im alten Japan irreversibel gewesen. Auch die archaische Zeit Homers sei eine Schamkultur gewesen, „die sich bis zum Jahrhundert der antiken Tragiker in eine Schuldkultur wandelt.“ Nach E. R. Dodds lebten die Figuren in den Epen Homers in konstanter Furcht vor öffentlicher Missbilligung. Gefürchtet wurde weniger die Bestrafung durch die Götter als durch die soziale Umgebung. Das gesellschaftliche Ansehen stelle – so Benthien – „den größten Wert und die üble Nachrede eine existenzielle, oft irreversible Schädigung dar“. Das Christentum lasse sich nicht eindeutig zuordnen: „Während das Alte Testament grundsätzlich schamkulturell ist, beruhen das Neue Testament und die neuzeitliche, insbesondere lutherische Theologie eher auf einem schuldkulturellen Denken.“
Dass auch Elemente der Schamkultur eine hohe Bedeutung in westlichen Gesellschaften hatten, zeigen die zahlreichen Duelle, die aufgrund von Ehrverletzungen ausgetragen wurden. Die verletzte Ehre ist typischerweise ein Element der Scham.

### Evangelikale Missionsforschung
Der evangelikale Theologe Thomas Schirrmacher vertritt die These, dass die „westliche Welt derzeit das Ende der bisher umfassendsten Schuldkultur der Geschichte und einen Rückfall in eine auf reine Außenwahrnehmung des Menschen orientierte Schamkultur“ erlebe. In der Schuldkultur sei „das Gewissen und ein vorgegebener Maßstab entscheidend, in der Schamkultur ist der Maßstab die Gesellschaft“. Jede Schuldkultur enthalte jedoch Elemente der Schamkultur und umgekehrt; eine „strikte Trennung der beiden“ sei unmöglich.
Nach dem evangelikalen Missionsforscher und Theologen Klaus W. Müller prägen sich Schuld- und Schamorientierung folgendermaßen aus:
| schuldorientiert | schamorientiert |
| Ausgangspunkt der Prägung | Ausgangspunkt der Prägung |
| --- | --- |
| Kleine Zahl von prägenden Personen, genau definiert: Eltern (Kernfamilie) | Große Zahl von prägenden Personen (Großfamilie), ungenau definiert: Eltern, Verwandte, Fremde; Geistwesen |
| Strukturbildung der Verhaltensmaßstäbe | |
| Verhaltensmaßstäbe werden von den prägenden Personen übernommen, das Gewissen bildet sich heraus | Verhaltensmaßstäbe werden von den prägenden Personen übernommen, das Gewissen bildet sich heraus |
| Manifestierung der Normenvorstellungen | |
| In sich selbst, das eigene Gewissen ist (intrinsische) Normüberwachung | Andere Personen oder Geister/Götter sind Autoritäten zur (Fremd-) Überwachung der Normen (extrinsisch) |
| Reaktion bei geplanter Normverletzung | |
| Signal des Gewissens, dass die geplante Tat eine Normverletzung darstellen wird, worauf ein Abwehrmechanismus aktiviert wird                                                                                     | Signal des Gewissens, dass die geplante Tat eine Normverletzung darstellen wird, worauf ein Abwehrmechanismus aktiviert wird |
| Reaktion bei tatsächlicher Normverletzung | |
| Störung des inneren Gleichgewichtes von innen heraus; es wird sofort ein Schuldgefühl erlebt, das zugleich als Bestrafung empfunden wird. Im Bewusstsein dessen wird ein Entlastungsmechanismus in Gang gesetzt. | Störung des inneren Gleichgewichtes von außen im Falle, dass die Tat anderen normverletzend erscheint. Es wird sofort nach Bewusstwerden dieses externen Bewusstwerdens der Normverletzung ein Schamgefühl erlebt, das als Bestrafung empfunden wird. Das wiederum aktiviert einen Abwehrmechanismus, der sich hauptsächlich gegen die externe Wertung richtet, worauf ein Entlastungsmechanismus folgt. |
| Ergebnis der Schuld- und Schamerlebnisse | |
| Ein funktionsfähiges Gewissen (Über-Ich) führt zum inneren Gleichgewicht zurück. | Ein funktionsfähiges Gewissen (Über-Ich) führt zum inneren Gleichgewicht zurück. |

## Rezeption
Die Unterteilung in Scham- und Schuldkulturen ist in der Forschung umstritten, unter anderem aufgrund der unterschwelligen Wertungen.
Der Jurist und Philosoph Paul Tiedemann bezeichnete die Unterscheidung in Scham- und Schuldkulturen als „hochgradig projektiv“. Sie beruhe auf der „irrigen“ Annahme, asiatische und afrikanische Kulturen seien allein außerindividuell geleitet und würden keine Verinnerlichung von Werten oder Gewissen kennen. Schon Benedict habe eine strikte Trennung von Scham- und Schuldkulturen als „Übertreibung“ klassifiziert. Richtig sei zwar, dass Werte wie individuelle Selbstbestimmtheit in der westlichen Kultur eine große Bedeutung haben und in den östlichen Kulturen „der Wert der Anpassung und Harmonie mit den Zielen und Werten der Gemeinschaft betont wird“. Beide Wertesysteme würden jedoch gleichermaßen internalisiert. Zudem sei die Annahme nicht haltbar, dass Scham in der westlichen Welt nicht als Sanktionsprinzip diene. Vielmehr spiele die Strategie der Beschämung bzw. des „shaming“ im Diskurs der Restorative Justice eine entscheidende Rolle. Ebendiese Didaktik der Beschämung lässt sich kulturgeschichtlich bereits im europäischen Theater der Aufklärung nachweisen.